# Большая карнакская надпись

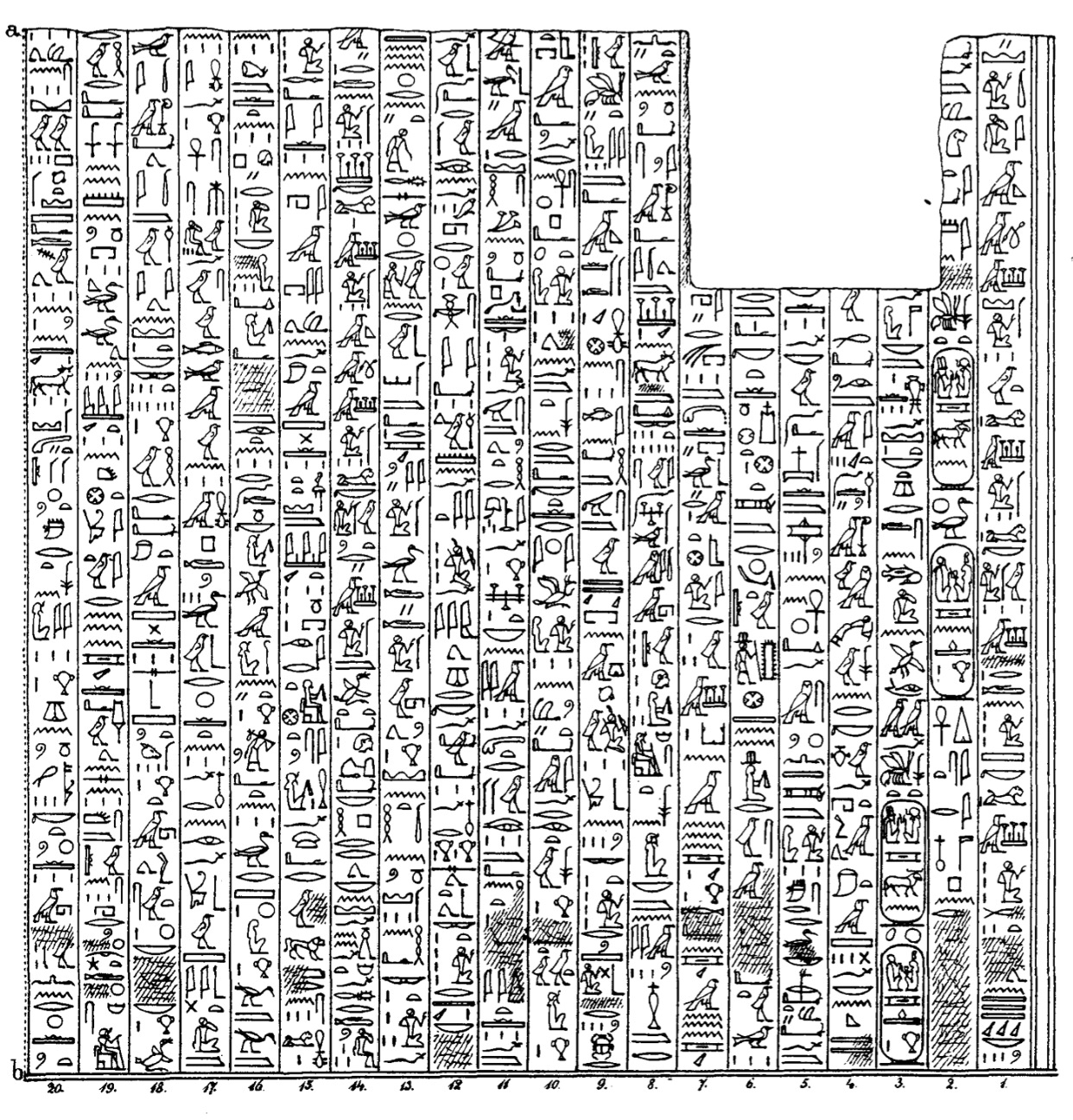
Первая часть надписи (строки 1-20, из 79)

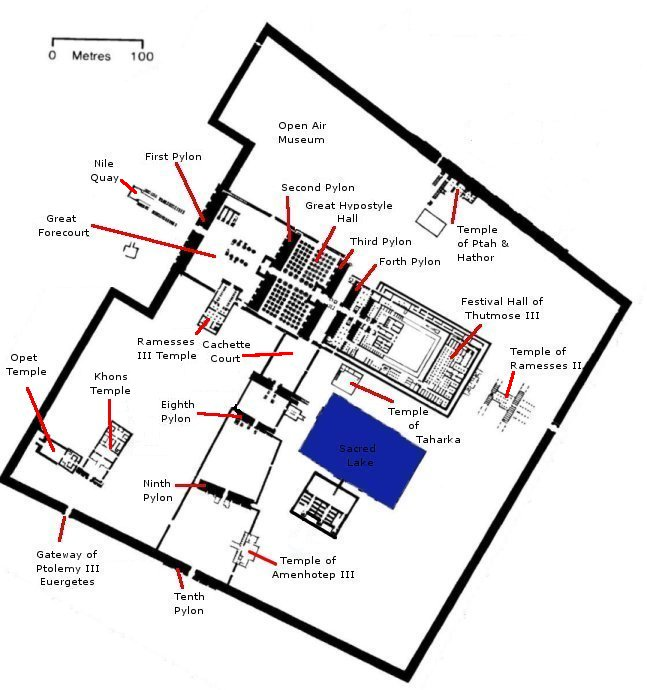
Расположение двора убежища

Большая карнакская надпись — древнеегипетская иероглифическая надпись, принадлежащая XIX династии фараона Мернептаха. Найдена в Карнаке в 1828—1829 гг. Согласно Вильгельму Мюллеру, это «известная надпись в египтологии, являющаяся одной из величайших загадок для исследователей многие годы».
Сперва опознана Франсуа Шампольоном, позже частично опубликована Карлом Рихардом Лепсиусом.
Включает записи походов фараона против Народов моря.
Самый длинный сохранившийся текст из Египта.